# Požega
Požega (v letech 1921-1991 Slavonska Požega, maďarsky Pozsega, česky Požeha) je chorvatské město, centrum Požežsko-slavonské župy. V roce 2021 žilo ve městě 16 867 obyvatel, v celé jeho opčině pak 22 294 obyvatel. Městem protéká říčka Orljava, přítok řeky Sávy.

## Název
Název města je slovanského původu a odkazuje na slovo požár, resp. na vypalování krajiny pro potřeby rozšiřování osídlení a zemědělství. V latině se objevuje název Incerum, který je doslovným překladem.

## Historie
Město se nachází uprostřed úrodného údolí. Má osmisetletou kulturní i historickou tradici, díky níž sem také přijíždějí turisté. Dle archeologického průzkumu byly odhaleny nejstarší pozůstatky trvalého osídlení v lokalitě dnešní ulice Radićeva. V době římské nadvlády se oblast nazývala Vallis Aurea (česky Zlaté údolí). V 11. století zde byl postaven hrad (Požeški burg) na šestiúhelníkovém půdorysu. První písemná zmínka o městě pochází z dokumentu Gesta Hungarorum z období vlády uherského krále Bély III. z 12. století. Další zmínka opevněného města (latinsky Castrum de Posega) pochází z roku 1227. O několik let později odolala mongolskému vpádu Evropy. Ve středověku bylo nejspíše svobodným královským městem, nicméně dokument, který by mu tyto práva udělil, se do současné doby nezachoval. V Požeze sídlila také uhersko-chorvatská královna.
Úspěšně se rozvíjející město bylo ekonomicky oslabeno v závěru 14. století v souvislosti s blížícím se tureckým nebezpečím. V 15. století bylo vybudováno městské opevnění, které doplnilo původní příkop okolo města. Turci Požegu vyplenili v roce 1532, hrad nájezdu odolal. Město samotné nakonec dobyli v roce 1537. K tomu jim dopomohly vojenské oddíly, povolané z nedaleké Bosny. Pod jejich nadvládou bylo město zhruba sto padesát let; z Požegy potom Turci organizovali další nájezdy dále na západ do prostoru západní Slavonie. A v samotném městě byl ustanoven sandžak (správní jednotka), čímž se z Požegy stalo regionální centrum. Podle tureckých záznamů zde stálo v době dobytí 110 domů. V roce 1579 zde působilo přes sto padesát řemeslníků, neboť Osmanům se podařilo zlepšit bezpečnost ve městě a do Požegy přišlo více lidí z okolí. Na jaře roku 1688 byla Požega dobyta. Turci se jej ještě nakrátko zmocnili v letech 1690 až 1691. Poté se město se stalo opět součástí Chorvatska v rámci Habsburské monarchie.
Město bylo obnoveno v barokní podobě, vznikla zde celá řada reprezentativních domů. V 18. století přibyla lékárna, pošta a řada obchodních a výrobních provozů. Již v roce 1699 bylo založeno místní gymnázium. Město se nicméně nestalo součástí tzv. Vojenské hranice (ačkoliv ta se nacházela v jeho blízkosti). Roku 1739 zasáhla Požegu epidemie moru které podlehlo okolo sedmi set lidí.
V roce 1765 udělila císařovna Marie Terezie Požeze statut svobodného královského města. Podpořila také výstavbu nového katolického chrámu, kterým byla Požežská katedrála. Nedlouho poté ale zasáhl město mohutný požár, který zničil i oba dva kláštery (jezuitský a františkánský). Těžkosti v životě místních, především sedláků, vedly k nepokojům na počátku 19. století. 
V druhé polovině 19. století se město stalo regionálním centrem vzdělanosti. Bývá proto označeno jako slavonské Atény.[zdroj?] V závěru 18. století zde vznikla akademie, nicméně působila jen zhruba jednu dekádu. V roce 1894 dosáhla Požegy i železnice (byť jen trať regionálního významu). V té době se jednalo již o prosperující město, které se opíralo především o potravinářský průmysl.
Po roce 1921 bylo k jejímu jménu přidáno označení Slavonska pro odlišení od města Požega v Srbsku, v blízkosti Užice. Obdobným způsobem jsou rozlišeny např. také Sremska Mitrovica a Kosovska Mitrovica. Označení bylo během chorvatské války za nezávislost odstraněno. Po druhé světové válce byl hlavním cílem komunistické vlády město více industrializovat. Byla také uskutečněna nová výstavba, například v severovýchodní části Požegy.
Samotný konflikt město poznamenal relativně málo. V oblasti nedocházelo k větším nepokojům. Srbské obyvatelstvo po válce ze značné části odešlo; jeho podíl na celkovém počtu obyvatel klesl z 22 % před válkou na zhruba 6 % po ní.

## Kultura
Nachází se zde městské muzeum. Turisticky atraktivní je centrální náměstí, kde se nachází řada památek a které je považováno za jedno z nejkrásnějších náměstí v Chorvatsku. Nachází se zde kostel sv. Ducha, františkánský klášter, radnice a morový sloup z roku 1749.
Městská knihovna a čítárna sídlí v budově První požežské spořitelny, založené v roce 1873. Budova byla postavena v roce 1907 v secesním stylu podle plánů slavných záhřebských architektů Leo Hönigsberga a Julia Deutsche. Místní čtenářský kroužek byl založen v roce 1845 jako „Lectoria societas“ v důsledku probouzejícího se chorvatského národního hnutí. 
Městské divadlo má dlouhou tradici. První divadelní představení se ve městě konalo v roce 1715. Městský divadelní soubor byl založen v roce 1945. Dnes divadlo sídlí v budově, která byla zrekonstruována v roce 1995.
V září se koná pravidelný kulinářský festival pokrmů z ryb s názvem fišadija.
Město si připomíná období turecké nadvlády svátkem Grgurevo (den sv. Řehoře), při němž místní pálí salvy z děl.

## Ekonomika
Hlavními odvětvími průmyslu zde jsou strojírenství (výroba traktorů, domácích spotřebičů), potravinářství (likéry, čokolády a čokoládoviny), textilní výroba a zpracování dřeva. Vyrábí se zde např. kuchyňské linky.

## Školství
V Požeze se nachází tři základní školy a sedm škol středních. Od roku 1998 zde sídlí také College of Požega.

## Sport
První sportovní tým zde vznikl již v roce 1871. Mezi hlavní sportovní události města patří pravidelný říjnový šampionát v judu.

## Významné osobnosti
- Luka Ibrišimović (1626–1698), osvoboditel města od turecké vlády
- Antun Kanižlić (1699–1777), spisovatel
- Julije Kempf (1864–1934), zakladatel městského muzea, učitel
- Antun Kanižlić (1699–1777), básník z období baroka
- Antun Branko Aleksandar Pavić (1802-1853), městský lékař a spisovatel
- Gustav Pósa (1825–1900), právník a malíř
- Janko Jurković (1827-1889), spisovatel
- Josip Eugen Tomić (1843-1906), spisovatel
- Armin Pavić (1844-1914), literární historik
- Miroslav Kraljević, romantický romanopisec
- Friedrich Salomon Krauss (1859–1938), rakouský etnolog, sexuální badatel a slavista
- Dragutin Lerman (1863-1918), africký cestovatel
- Miroslav Kraljević (1885–1913), malíř
- Bohumil Južnič (1895-1963), výtvarník
- Stefanie Job (1909-2002), královna krásy a herečka
- Matko Peić (1923-1999), historik umění
- Predrag Stojaković (* 1977), basketbalista
- Ivana Kindl (* 1978), zpěvačka
- Marko Kopljar (* 1986), házenkář
- Ana Savić (* 1989), tenistka
- Hrvoje Jakovljević (* 1991), fotbalista
- Matej Mitrović (* 1993), fotbalista
- Leo Mikić (* 1997), fotbalista
- Vjekoslav Babukić, lingvista